# Kościół św. Krzyża w Głogowie
Kościół św. Krzyża – kościół, który znajdował się w Głogowie, zniszczony podczas II wojny światowej, następnie rozebrany w latach 60. XX wieku.

## Historia
Kościół powstał w XIII wieku jako kościół klasztorny należący do Klarysek. Przebudowany w XV wieku. Był jednonawowy, z wieżą i prezbiterium. W 1642 r. w czasie wojny trzydziestoletniej został splądrowany i zamieniony na zbrojownię. W okresie baroku w południowo-wschodniej części kościoła wybudowano kryptę grobową. Wieża w tym okresie otrzymała ozdobny hełm. 
Po skasowaniu klasztoru w 1810 roku kościół zaczął podupadać. W 1813 roku rozebrano drewniane części wieży. w 1818 r. budynek kościoła zamieniono w zbrojownię. W 1876 roku spojono klamrami sklepienia, które groziły zawaleniem. W latach 30 XX w. budynek należał do Urzędu Finansowego. W czasie II wojny światowej zniszczony i rozebrany w latach 60. XX wieku.